# The Princess and the Goblin (1991)
The Princess and the Goblin (NL: De Prinses en de Trollen /HUN: A hercegnő és a kobold) is een Brits-Hongaarse animatiefilm uit 1991. Het is gebaseerd op het gelijknamige boek van George MacDonald.
De film is een co-productie van de Hongaarse Pannónia Filmstúdió en de Britse Entertainment Film Distributors en werd in 1992 uitgebracht in het Verenigd Koninkrijk, en in juni 1994 in de Verenigde Staten. De film ontving een heleboel negatieve reviews en bracht slechts $ 1,8 miljoen op.
In Nederland is de film op VHS uitgekomen met een Nederlandse nasynchronisatie. Een alternatieve titel van de film is De Prinses van het Zonnevolk.

## Verhaal
In een bergachtig koninkrijk leeft een prinses genaamd Irene. Wanneer het vreedzame koninkrijk wordt bedreigd door een leger van monsterlijke trollen, werken de moedige en mooie prinses Irene en een vindingrijke boerenkind Curdie samen om de nobele koning en al zijn mensen te redden. Curdie moet de prinses in het kasteel in veiligheid brengen zodat de trollen hen niet zouden ontvoeren. Het paar moet de boze kracht van de goddelijke trollenprins Froglip bestrijden. Alleen door het gezang van de mens en door hun gevoelige voeten kunnen de trollen niet tegen hen op.

## Rolverdeling

### Engelse stem
| Acteur           | Personage                       |
| ---------------- | ------------------------------- |
| Sally Ann Marsh  | Prinses Irene                   |
| Peter Murray     | Curdie                          |
| Joss Ackland     | De Koning, Irene's vader        |
| Claire Bloom     | Grootmoeder Irene               |
| Roy Kinnear      | Mump                            |
| Rik Mayall       | Prince Froglip, De Trollenprins |
| Peggy Mount      | De Trollenkoningin              |
| Robin Lyons      | De trollenkoning                |
| Victor Spinetti  | Glump                           |
| Mollie Sugden    | Lootie                          |
| William Hootkins | Peter, Curdie's vader           |

### Nederlandse stem
| Acteur             | Personage                |
| ------------------ | ------------------------ |
| Margriet van Lidth | Prinses Irene            |
| Jan Kooijman       | Curdie                   |
| Jan Wegter         | De Koning, Irene's vader |
| Maria Lindes       | Grootmoeder Irene        |
| Just Meijer        | Prins Snotlip            |
| Jan Anne Drenth    | De trollenkoning         |
| Hellen Huisman     | De Trollenkoningin       |
| Leontien Ceulemans | Lootie                   |
| Tom van Beek       | Peter, Curdie's vader    |